# Camponotus jejuensis
Camponotus jejuensis är en myrart som beskrevs av Kim 1986. Camponotus jejuensis ingår i släktet hästmyror, och familjen myror. Inga underarter finns listade.